# Губернаторство Черногория

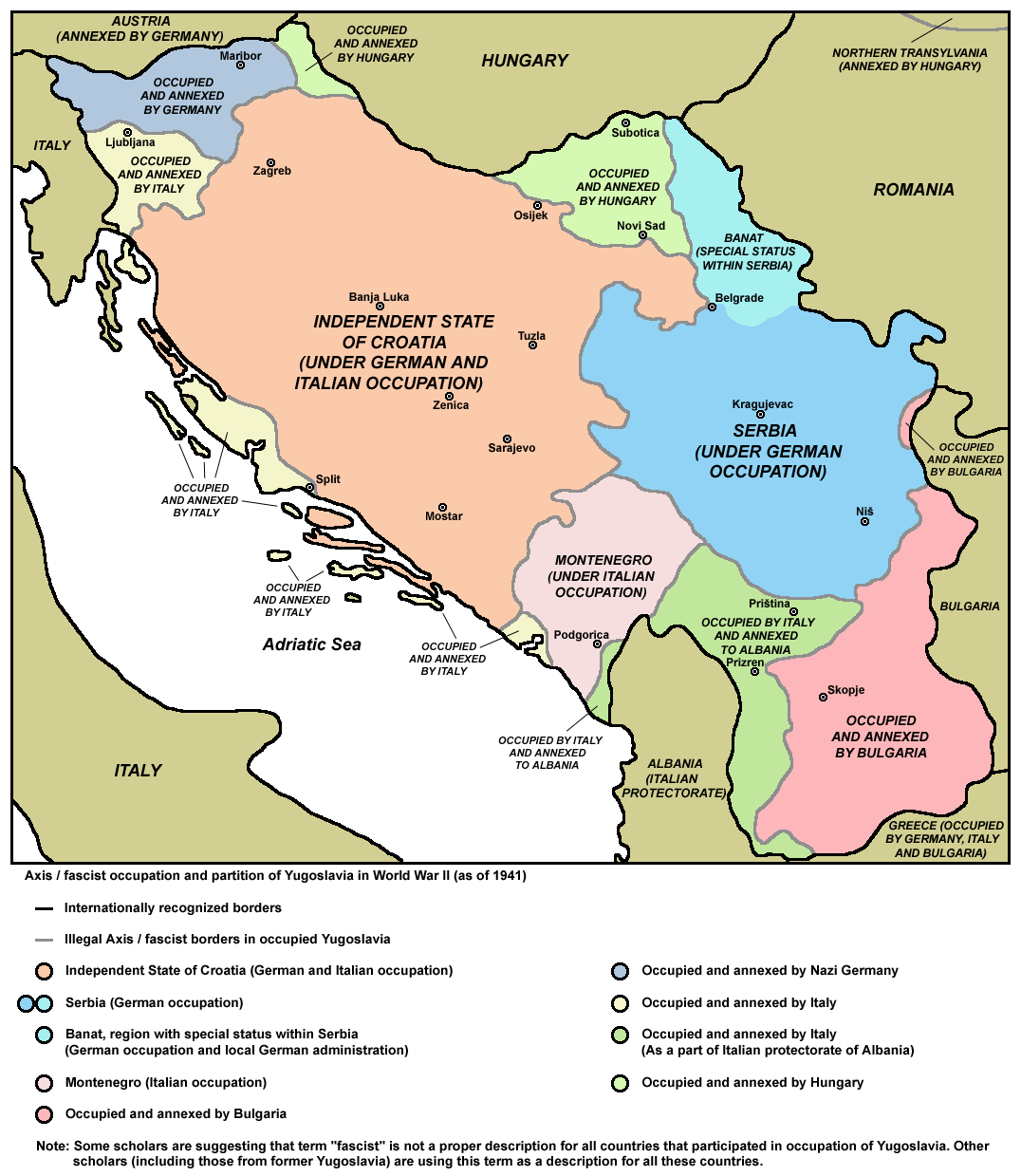
Черногория на карте оккупированной и разделённой нацистской Германией и её союзниками территории Югославии, 1941 год

Губернаторство Черногория (итал. Governatorato del Montenegro, серб. Гувернаторат за Црну Гору) — военно-оккупационная административная единица на оккупированной и разделённой нацистской Германией и её союзниками территории Югославии в период Второй мировой войны. Существовало с октября 1941 по сентябрь 1943 года под военным управлением фашистской Италии.
Первоначально Италия планировала создать марионеточное черногорское королевство, тесно связанное с Королевством Италия личной унией. 12 июля 1941 года собранный при покровительстве Италии так называемый Петровданский сабор принял подготовленную в Риме декларацию о восстановлении независимости Черногории и обращение к итальянскому королю с ходатайством о назначении регента. Однако этот итальянский план был навсегда отложен после начавшегося на следующий день, 13 июля, народного восстания в Черногории. 24 июля 1941 года Муссолини возложил на командующего 9-й армией генерала Пирцио Бироли всю полноту военной и гражданской власти в Черногории. 3 октября 1941 года Муссолини учредил губернаторство Черногория и назначил Бироли военным губернатором. Вся власть в Черногории теперь сосредотачивалась в руках итальянского губернатора. Тем не менее в целях гражданского управления использовался сохранённый местный югославский административный аппарат, возглавляемый итальянскими офицерами. В итоге образование губернаторства не привело ни к аннексии Черногории Италией, ни к предоставлению ей независимости под итальянским протекторатом.
Период существования губернаторства был отмечен коллаборационизмом черногорских националистических кругов и лидеров четнического движения Дражи Михайловича (четники) с итальянскими оккупантами, в первую очередь в их борьбе с руководимым КПЮ народно-освободительным движением Югославии (НОАЮ, партизаны). Итальянский военно-оккупационный режим использовал для борьбы с партизанами кадры прежней югославской полиции и жандармерии, а также формировал местные отряды добровольческой антикоммунистической милиции (МВАК) из числа черногорских националистов и четников.
После капитуляции Италии в сентябре 1943 года территория Черногории была оккупирована немецкими войсками, которые были изгнаны подразделениями НОАЮ в декабре 1944 года.